# Juf Roos
Juf Roos is een Nederlands kinderprogramma van Telekids (RTL) met Melissa Drost en Jörgen Scholtens in de hoofdrollen. Juf Roos is bedoeld voor kinderen van 1 tot 3 jaar.
De serie gaat over een juf die in de molen woont en iedere dag bezoek krijgt van haar goede vriend Gijs. Samen zingen ze populaire kinderliedjes waarbij Juf Roos en Gijs door een geanimeerd landschap lopen. Er zijn vier seizoenen uitgebracht en in juli 2019 werd een bioscoopfilm uitgebracht: Juf Roos is jarig. In 2023 kwam de tweede film uit: Juf Roos: op reis naar de regenboog.
Ook zijn er meerdere theatershows:
- 2019: Juf Roos gaat op vakantie. Juf Roos wordt hier afwisselend gespeeld door Anouk de Pater en Sandra Jonkman. Gijs wordt gespeeld door zowel Ricardo Blei als Bart Klop.
- 2021: Juf Roos gaat op avontuur.
- 2024: Een partijtje voor Gijs. Juf Roos wordt hier gespeeld door Anouk de Pater, Kirsten Fennis en Marinka Rijnsaard. Gijs wordt gespeeld door Ruben Kuppens en Folkert van Diggelen.